# Heather Brand
Heather Brand (sinh ngày 17 tháng 11 năm 1982) là một vận động viên bơi lội chuyên nghiệp người Zimbabwe, sở trường nội dung bơi tự do và bơi bướm. Brand đã giành được tổng cộng năm huy chương (gồm ba bạc và hai đồng) tại Đại hội thể thao châu Phi 2007 được tổ chức ở Algiers, Algeria, và chính thức trở thành đại diện cho Zimbabwe tranh giải hạng mục bơi bướm tại Thế vận hội Mùa hè 2008. Ngoài những tấm huy chương của mình, Brand còn lập năm kỷ lục quốc gia trong tất cả các giải quốc tế về bơi bớm, trong ba kỳ liên tiếp của Giải vô địch thế giới.
Brand đại diện Zimbabwe tranh đua nội dung 100 m bơi bướm nữ tại Thế vận hội Mùa hè 2008 ở Bắc Kinh. Cô xác lập được kỷ mới với mốc thời gian 1: 00.61 để giành được HCV bơi bướm 100 m và vượt qua mốc FINA B-cut 1: 01,43 gần một giây tại Đại hội thể thao châu Phi một năm trước đó. Nằm ngoài danh sách 3 người dẫn đầu, Brand chỉ đạt được 1: 01,39, đáng thất vọng khi không nằm trong tốp tám người, cách hơn hai giây so với người về nhất Birgit Koschischek của Áo. Brand đã không tiến được vào bán kết, khi cô chỉ xếp ở vị trí 40 trong tổng số 49 vận động viên trong những lần bơi đầu tiên.
Brand là cựu đội trưởng của đội bơi LSU và tốt nghiệp ngành quản lý động vật hoang dã tại Đại học bang Louisiana ở Baton Rouge, Louisiana. Cô cũng là một vận động viên thường trú cho Câu lạc bộ King Aquatic Club ở  Federal Way, Washington, nơi cô được đào tạo cùng với nhiều vận động viên bơi lội hàng đầu thế giới, như Margaret Hoelzer và Megan Jendrick của Hoa Kỳ (cả hai đều là vận động viên Olympic), và Svetlana Karpeeva, một chuyên gia nội dung hỗn hợp cá nhân đến từ Nga.